# Lenticularis

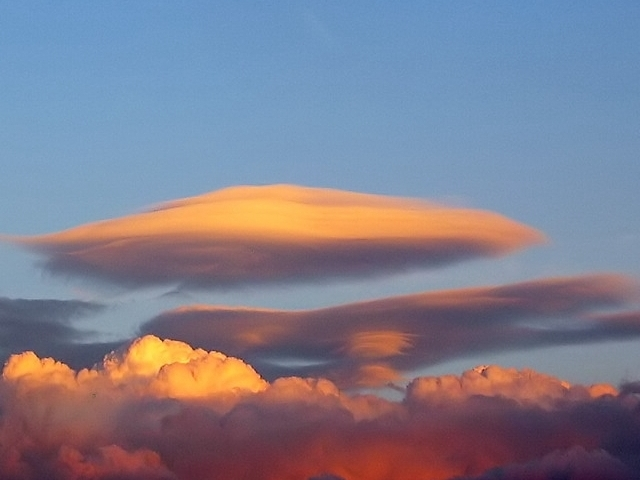
Mehrschichtige Lenticulariswolke, von der Abendsonne beleuchtet

Lenticularis (lat. „linsenförmig“, von lens „Linse“; Abkürzung: len) sind Wolken in der Form von Linsen oder Mandeln, die häufig sehr langgestreckt sind und gewöhnlich klar definierte Begrenzungen haben. Gelegentlich tritt Irisieren auf. Da sie häufig bei Föhn entstehen, werden sie auch als Föhnwolke, Föhnschiffchen oder Föhnfisch bezeichnet. Die Bezeichnung Lenticularis wird hauptsächlich bei Cirrocumulus, Altocumulus und Stratocumulus angewendet. Im Riesengebirge entstand die schlesische Bezeichnung Moazagotl (Matz'ens Gottlieb), deren Bezeichnung auf den Namen des sie erforschenden Segelflieger zurückgeführt wird.

## Entstehung und meteorologische Interpretation
Derartige Wolken kommen am häufigsten bei Bewölkung orographischen Ursprungs vor, wenn die Luft über den Bergen angehoben wird (Leewellen). In diesem Fall sind sie auch bei starkem Wind ortsfest, d. h. die Luft strömt durch die Wolke hindurch. Da sie stehende Wellen in den atmosphärischen Strömungen anzeigen, werden sie von Segelfliegern gern angeflogen und zum Höhengewinn genutzt. Eine gewisse Verwandtschaft mit ihnen weisen die Pileus-Wolken auf.
Lenticulariswolken können auch als Folge von Scherwellen an der Grenze zwischen zwei übereinander liegenden Luftschichten mit unterschiedlicher Windrichtung entstehen. Dann haben sie üblicherweise eine Eigenbewegung.
Im Mittelmeerraum ist diese Wolkenformation ein starkes Indiz für bevorstehenden Mistral.

## Außerhalb der Meteorologie
Wegen ihrer außergewöhnlichen Formen werden Lenticularis-Wolken mitunter als UFOs missinterpretiert.
Die Deutsche Post gab im März 2020 im Rahmen der Serie Himmelsereignisse eine 80-Cent-Briefmarke Lentikulariswolken heraus.

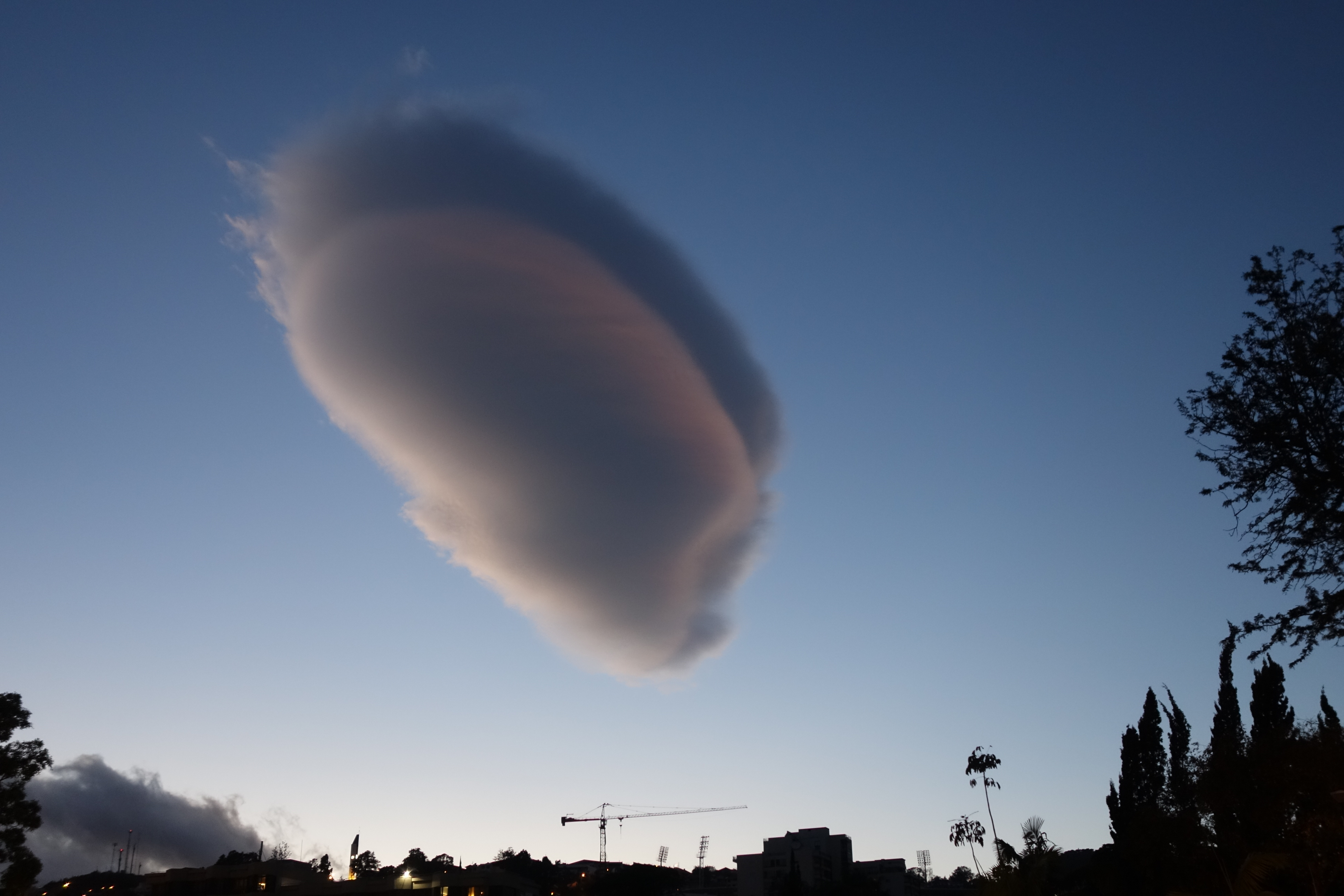
geschichtete Lenticulariswolke über Funchal, Madeira
Lenticulariswolke
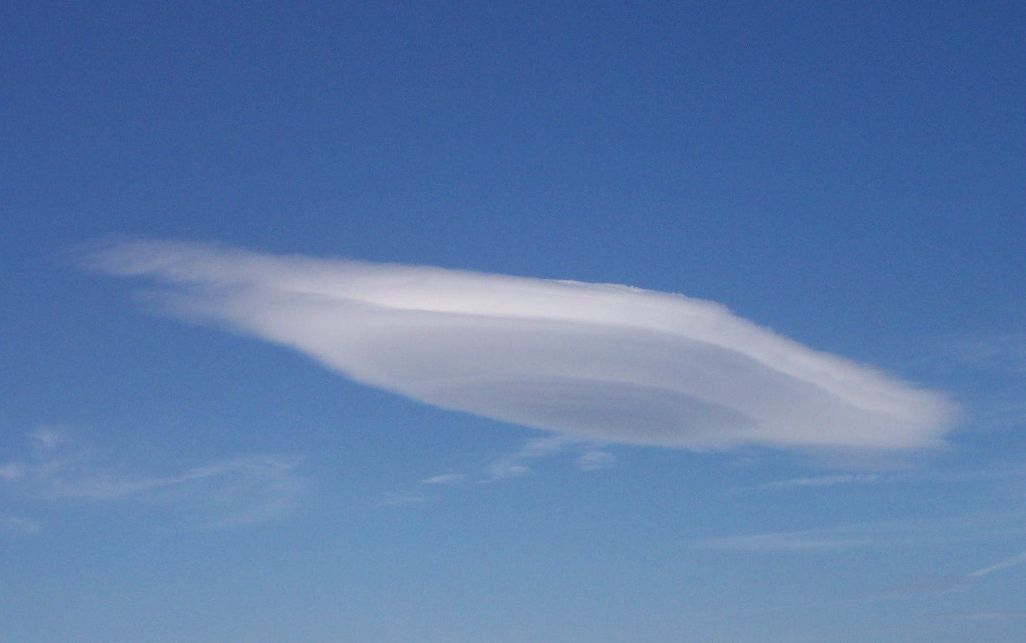
Lenticulariswolke
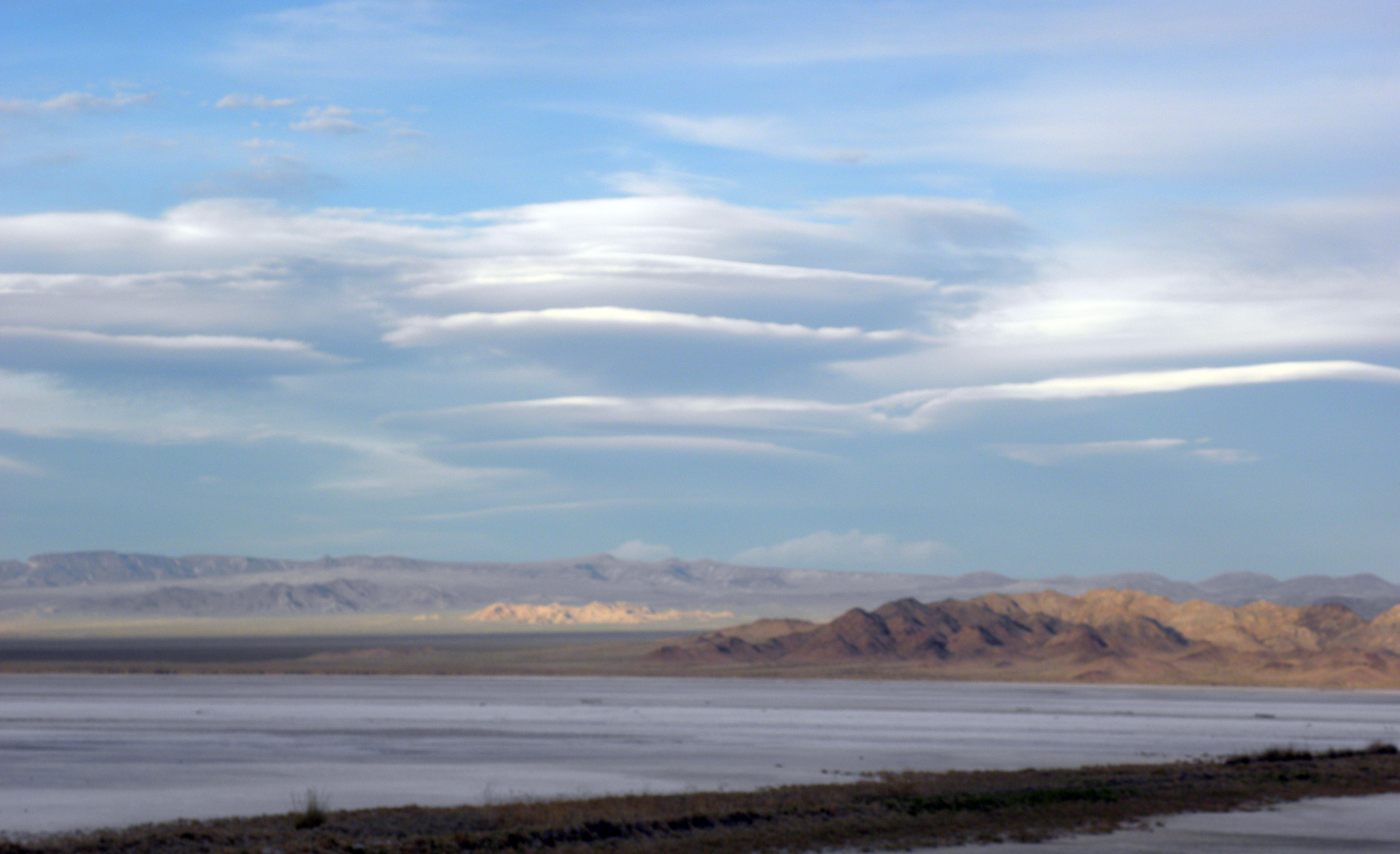
Mehrschichtige Lenticulariswolken, Soda Lake, Mojave-Wüste, Kalifornien
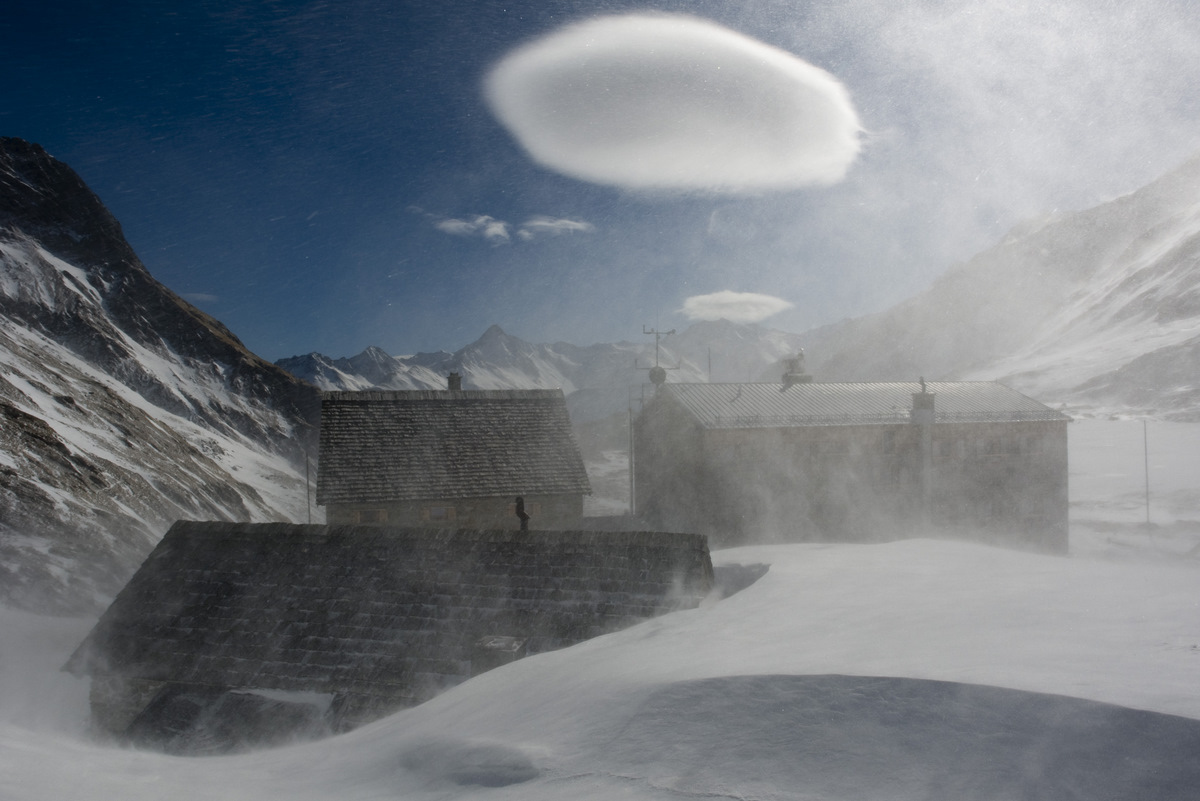
Föhnlinse über der Essener-Rostocker Hütte in den Hohen Tauern
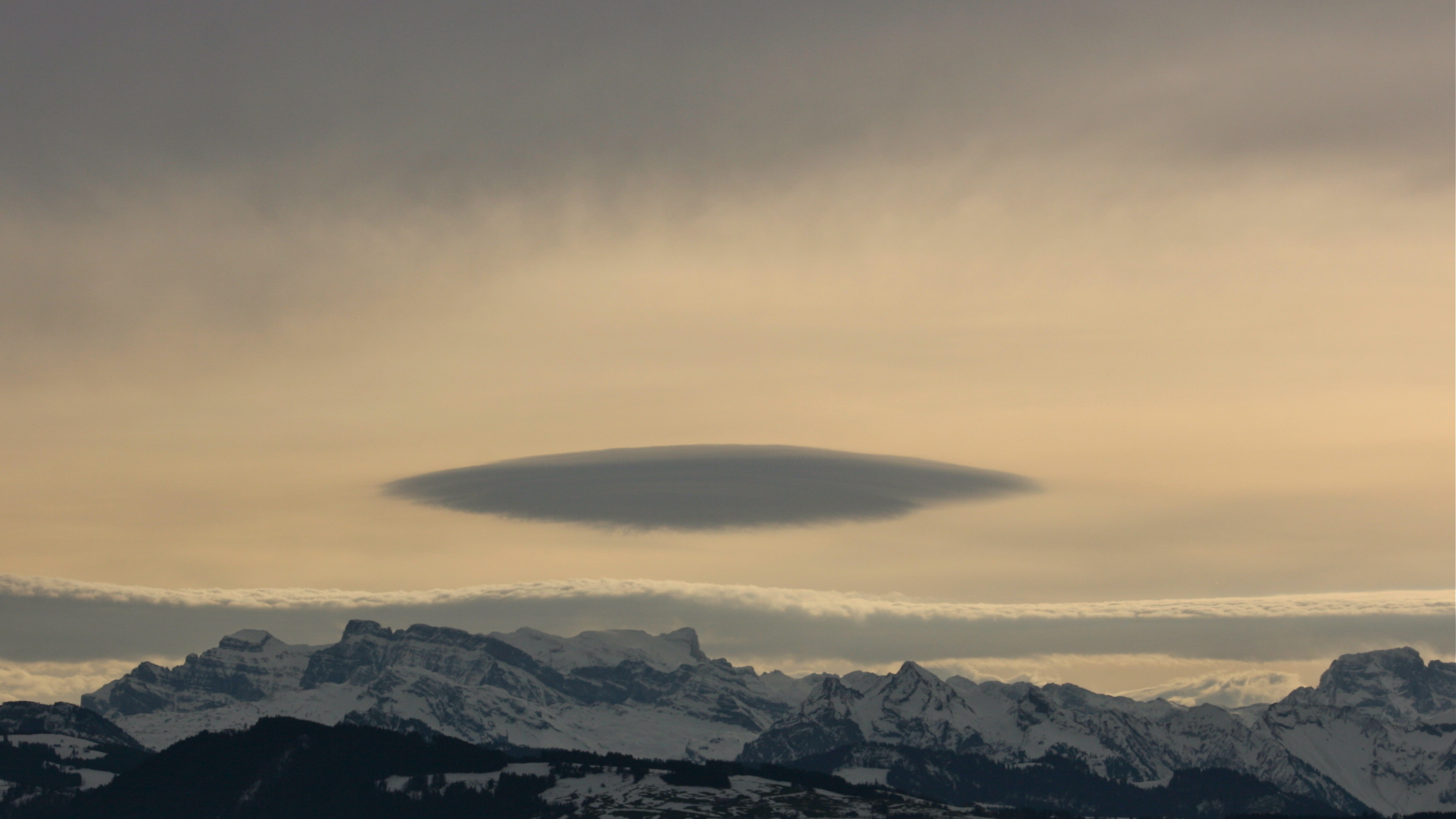
Im Fließgleichgewicht stationäre Föhnlinse über dem Glärnisch-Massiv (Schweizer Alpen)
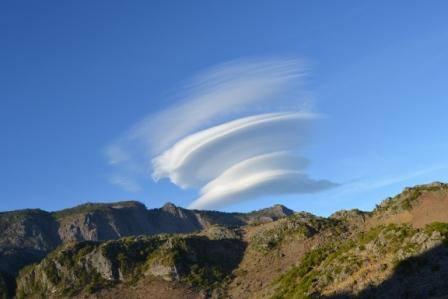
Mehrschichtige Lenticulariswolken über Baguia, Osttimor
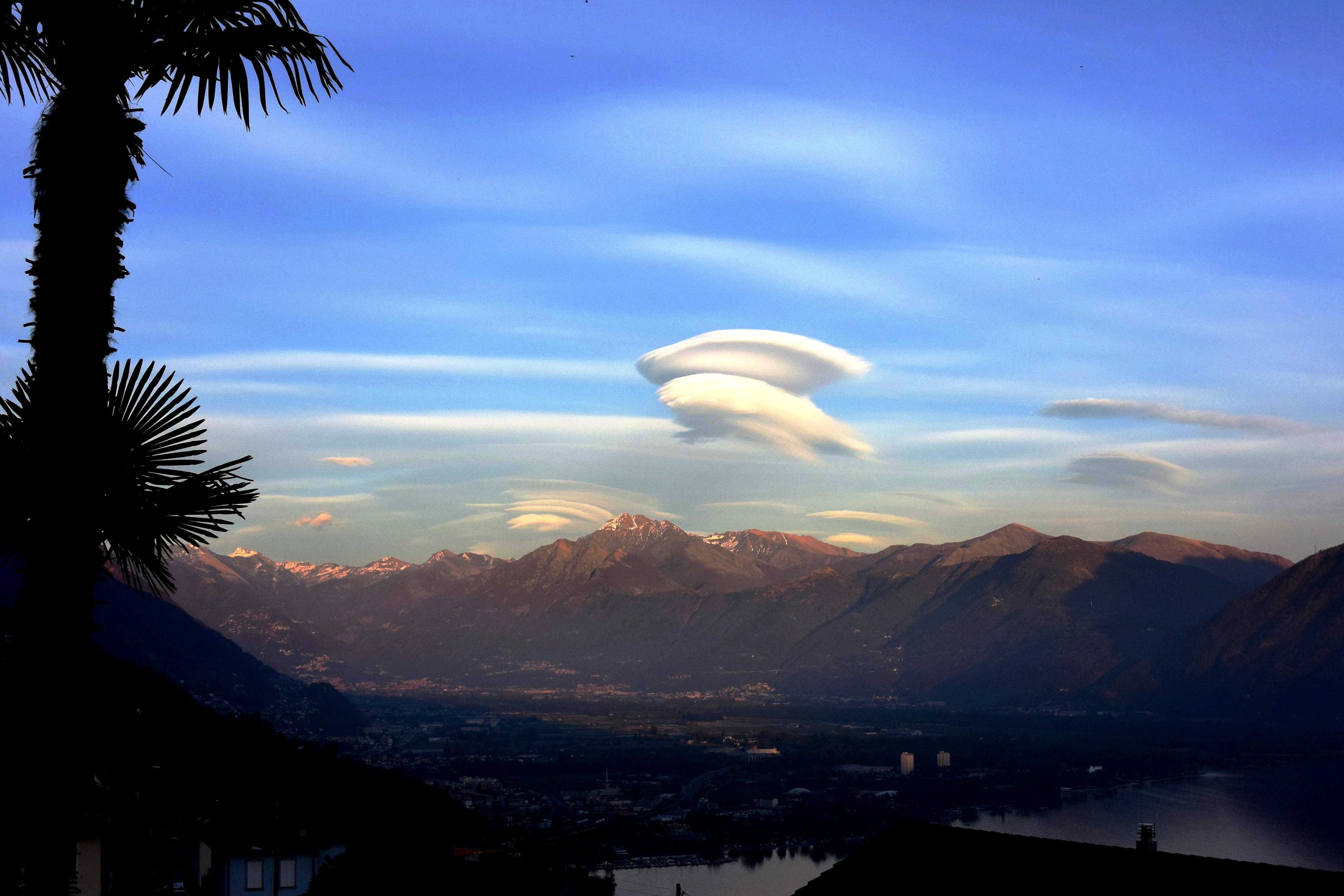
Mehrlagige Lenticularis über dem Monte Ceneri, Blick von Brione s/M, 9. April 2017, 19:35